# Наурызбай, Жумагали Жукеевич
Жумагали Жукеевич Наурызбай (каз. Жұмағали Жөкейұлы Наурызбай; 21 октября 1949, Джезказган, КазССР, СССР — 3 сентября 2020, Астана, Казахстан) — казахстанский учёный, общественный и государственный деятель. доктор педагогических наук (1998), профессор (2001). Академик Международной академии наук Высшей школы (2003). Депутат Мажилиса Парламента Республики Казахстан (1995—1999).

## Биография
Родился 21 октября 1949 года в Жезказгане.
В 1972 году с отличием окончил биологический и химический факультет Карагандинского государственного университета, в 1998 году-юридический факультет Алматинского государственного университета имени Абая.
В 1988 году защитил кандидатскую диссертацию на тему «Педагогическое руководство адаптацией учащихся среднего профессионально-технического училища» в научно-исследовательском институте профессионального образования Академии педагогических наук СССР.
В 1998 году защитил докторскую диссертацию на тему «Научно-педагогические основы этнокультурного образования школьников» в Алматинском государственном университете имени Абая.
Трудовую деятельность начал в 1972 году преподавателем химии Жезказганского строительного техникума.
С 1973 года — заведующий кабинетом химии и биологии Жезказганского областного института усовершенствования учителей.
С 1974 года — инспектор областного отдела народного образования, затем инструктор орготдела облисполкома, инструктор отдела науки и учебных заведений, заведующий домом политпросвещения Жезказганского обкома партии.
С 1990 года — советник Президентского Совета Казахстана.
С 1991 года — старший референт Референтуры по делам молодежи и народного образования, заведующий сектором отдела народного образования, культуры и по делам молодежи, эксперт, старший эксперт отдела внутренней политики Аппарата Президента и Кабинета Министров Республики Казахстан.
С 1993 года — руководитель Группы консультантов Государственного советника Республики Казахстан.
С 1994 года — заместитель акима Жезказганской области.
С 1995 по 1999 год - Депутат Мажилиса Парламента Республики Казахстан
С 2000 по 2009 год — ректор Жезказганского университета имени О. А. Байконурова.
С 2011 по 2019 год — директор Института профессионального и высшего образования Национальной академии образования имени Ибрая Алтынсарина.

## Депутатская и общественная деятельность
С 1995 по 1999 год — депутат Мажилиса Парламента Республики Казахстан, секретарь Комитета по международным делам, обороне и безопасности.
Секретарь Национального совета по государственной политике при Президенте РК;
Член Бюро Межпарламентского комитета Республики Беларусь, Республики Казахстан, Кыргызской Республики и Российской Федерации;
Член Постоянного комитета по изучению опыта государственного строительства и местного самоуправления МПА стран-членов СНГ;
Член Национальной комиссии в Республике Казахстан по делам ЮНЕСКО;
Член Государственной терминологической комиссии и ономастической комиссии при Правительстве;
Член правлении и президиума Международного общества «Казахский язык»;
Депутат Жезказганского городского маслихата III—IV созывов;
Член Союза писателей Казахстана.

## Научные, литературные труды
Автор более 30 книг и брошюр, более 500 статей по вопросам образования, культуры, национальной политики, различным аспектам социальной-политической жизни страны, философских эссе, стихов и переводов.
Имеет 3 свидетельства об изобретениях в области химии.
Ведущий авторской программы каз. «Ашық саясат» («Открытая политика») на телеканале «Дидар» (город Жезказган).
Автор книг:
- каз. «Тұлғалар туралы толғаныс»;
- каз. «Ашық саясат» 2001;
- каз. «Махаббат киесі» 2002;
- каз. «Лағындай ерке киіктің» 2004;
- каз. «Ғашықтық – бақыт»;
- каз. «Күз-көңіл» 2006;
- каз. «Ұлттық мектептің ұлы мұраты» (монаграфия, 1995);
- каз. «Этномәдени білім» (монаграфия, 1997);
- каз. «Жезқазған» (энциклопедия);
- каз. «Жыр арқауы – Жезқазған» (сборник стихов);

## Награды и звания
- Его имя занесено в энциклопедию «Выдающиеся ученые-педагоги высшей школы Республики Казахстан», в книгу «Қазақ тілінің сардарлары мен сарбаздары», в биографические энциклопедии «Кто есть кто в Казахстане», «2000 выдающихся интеллектуалов XXIвека» (Международный биографический центр, Кембридж, Англия);
- Указом президента РК награждён орденом «Курмет»;
- Медаль МОН РК «Ыбырай Алтынсарин» за особые заслуги в области просвещения и педагогической науки;
- Медаль МОН РК «Ахмет Байтурсынулы» за лучшие работы в области педагогики;
- Премия Союза журналистов Казахстана;
- Нагрудный знак МОН РК «Отличник образования Республики Казахстан»
- Нагрудный знак МОН РК «Почётный работник образования Республики Казахстан»;
- Золотая медаль SPI (Франция);
- Благодарственное письмо Президента Республики Казахстан с вручением нагрудного знак «Алтын барыс»;
- Звания «Почётный гражданин горда Жезказган»;
- Медаль «За вклад в работу профсоюза работников образования и науки Республики Казахстан» (2015);[5]
- Правительственные медали, в том числе:
  - Медаль «10 лет независимости Республики Казахстан» (2001);
  - Медаль «10 лет Конституции Республики Казахстан» (2005);
  - Медаль «10 лет Астане» (2008);
  - Медаль «20 лет независимости Республики Казахстан» (2011);
  - Медаль «25 лет независимости Республики Казахстан» (2016);
  - Медаль «20 лет Астане» (2018);[6]